# Castell de Viacamp
|  | Aquest article tracta sobre l'espai rural de la Ribagorça. Si cerqueu les persones ribagorçans, vegeu «ribagorçans». |

Castell de Viacamp la provínci d'Osca, al municipi de Viacamp i Lliterà a la localitat de Viacamp a una altitud de 860 metres a la vall de la Noguera-Ribagorçana.

## Història
Data de segle xi. Des d'aquí dalt es veuen les torres defensives de les localitats veïnes de: Falç, Alçamora, Benavarri, Lluçars, etc.

## Descripció
El conjunt fortificat és a la part alta d'un altiplà sobre la població de Viacamp i es compon de les restes del recinte emmurallat, una esvelta torre cilíndrica i una ermita d'origen romànic, possiblement la capella del castell.
La torre és de planta circular. El castell de Viacamp és documentat  l’any 1062, tingut per Guifré Sal·la. Va pertànyer a Arnau Mir de Tost, que el tenia com a feudatari de la nova dinastia ribagorçana. En el seu testament, l’any 1071, Arnau Mir de Tost deixà aquest castells a la seva filla Letgarda i al seu nét Guerau, al servei del rei Sanç Ramir d’Aragó. S'ha proposat que en la seva construcció es va prendre com a model la torre de castell de Fontova, si bé aquesta fou obra de mestres llombards i Viacamp potser va ser edificada per picapedrers locals que van aprendre d'aquells. Mesura al voltant de 11 metres de diàmetre i 20 metres d'altura, amb murs de gairebé tres metres de gruix. Tal com està construïda, sembla que es va edificar alhora des de l'interior i des de l'exterior, amb una bastida a ambdues costats, això s'explica pel gran gruix d'aquests murs.
Com la majoria de les construccions defensives de l'època, la planta baixa era encegada, s'hi accedia en alçada i per una porta orientada a sud-est amb un arc de mig punt. La planta baixa servia de magatzem i és cegada a l'exterior.
Després de la restauració dels anys 2005 i 2006, s'ha pogut intuir que la torre tenia cinc plantes de les quals només se'n conserven quatre. La rematada, avui desaparegut potser fossin uns petits vans defensius a manera de merlets o una teulada cònica. Molt a prop de la torre i dins del recinte emmurallat hi ha l'església de Sant Esteve de Viacamp d'origen romànic, clàssic de les fortaleses alt-aragoneses. Inicialment, era dedicada a Sant Miquel arcàngel encara que després es va dedicar a Sant Esteve. Al costat de l'església hi ha l'antic cementiri, que no està abandonat.
Les restes del recinte exterior són a les zones que voregen el cim del turó i són fetes amb carreuat i maçoneria, amb algun tram de qualitat. Es conserven restes de murs i basaments o arrencades de torres encara que amb una alçada poc important.